# (40328) Dow
(40328) Dow est un astéroïde de la ceinture principale.

## Description
(40328) Dow est un astéroïde de la ceinture principale. Il fut découvert le 20 juin 1999 à l'observatoire Junk Bond par David Healy. Il présente une orbite caractérisée par un demi-grand axe de 2,23 UA, une excentricité de 0,17 et une inclinaison de 6,6° par rapport à l'écliptique.

## Compléments